# Osteodontornis
 (août 2023).
La mise en forme du texte ne suit pas les recommandations de Wikipédia : il faut le « wikifier ».
Les points d'amélioration suivants sont les cas les plus fréquents. Le détail des points à revoir est peut-être précisé sur la page de discussion.
- Les titres sont pré-formatés par le logiciel. Ils ne sont ni en capitales, ni en gras.
- Le texte ne doit pas être écrit en capitales (les noms de famille non plus), ni en gras, ni en italique, ni en « petit »…
- Le gras n'est utilisé que pour surligner le titre de l'article dans l'introduction, une seule fois.
- L'italique est rarement utilisé : mots en langue étrangère, titres d'œuvres, noms de bateaux, etc.
- Les citations ne sont pas en italique mais en corps de texte normal. Elles sont entourées par des guillemets français : « et ».
- Les listes à puces sont à éviter, des paragraphes rédigés étant largement préférés. Les tableaux sont à réserver à la présentation de données structurées (résultats, etc.).
- Les appels de note de bas de page (petits chiffres en exposant, introduits par l'outil «  Source ») sont à placer entre la fin de phrase et le point final[comme ça].
- Les liens internes (vers d'autres articles de Wikipédia) sont à choisir avec parcimonie. Créez des liens vers des articles approfondissant le sujet. Les termes génériques sans rapport avec le sujet sont à éviter, ainsi que les répétitions de liens vers un même terme.
- Les liens externes sont à placer uniquement dans une section « Liens externes », à la fin de l'article. Ces liens sont à choisir avec parcimonie suivant les règles définies. Si un lien sert de source à l'article, son insertion dans le texte est à faire par les notes de bas de page.
- La présentation des références doit suivre les conventions bibliographiques. Il est recommandé d'utiliser les modèles {{Ouvrage}}, {{Chapitre}}, {{Article}}, {{Lien web}} et/ou {{Bibliographie}}. Le mode d'édition visuel peut mettre en forme automatiquement les références.
- Insérer une infobox (cadre d'informations à droite) n'est pas obligatoire pour parachever la mise en page.

Pour une aide détaillée, merci de consulter Aide:Wikification.
Si vous pensez que ces points ont été résolus, vous pouvez retirer ce bandeau et améliorer la mise en forme d'un autre article.
Osteodontornis orri · Oiseau à dents osseuses d'Orr
Genre
Espèce
Osteodontornis est un genre fossile d'oiseaux de mer représenté par une seule espèce fossile, Osteodontornis orri (oiseau à dents osseuses d'Orr, traduction littérale de son nom scientifique), décrite assez exactement un siècle après la première espèce de Pelagornithidae (Pelagornis miocaenus). O. orri a été nommée d'après le naturaliste Ellison James Orr (d) (1857-1951).

## Description
On croyait initialement que les oiseaux à dents osseuses ou à pseudo-dents étaient apparentés aux albatros chez les Procellariiformes, mais en fait ils semblent être des parents assez proches des pélicans et des cigognes, ou des oiseaux marins, et sont ici placés dans l'ordre des Odontopterygiformes pour en tenir compte de cette incertitude. De plus, leur taxonomie interne n'est pas bien résolue. On croyait qu'un oiseau à pseudo-dents décrit précédemment, Cyphornis magnus de l'île de Vancouver (Canada), était d'âge éocène, mais on suppose aujourd'hui qu'il a vécu il y a environ vingt millions d'années, au Miocène inférieur, peu de temps avant le Clarendonien (Miocène moyen/supérieur) O. orri. Il se peut qu’Osteodontornis soit un synonyme junior de Cyphornis.
Avec une envergure de 5,5 à 6 mètres et une hauteur de 1,2 mètre au sol, Osteodontornis orri et des oiseaux à pseudo-dents géants similaires étaient les deuxièmes plus grands oiseaux volants connus, dépassés uniquement par le Teratornithidae Argentavis magnificens. La tête, du cou au bout du bec, mesurait environ 40 centimètres et les orbites mesuraient environ 5,3 centimètres de large. L'humérus, bien qu'à peu près aussi long que celui d'un humain, ne mesurait qu'environ 3,5 centimètres de large à l'extrémité de l'épaule. L'os carré du crâne mesurait près de 30 millimètres de large et près de 45 millimètres de haut.
Comme ses parents, O. orri avait un corps robuste mais extrêmement léger, des pieds vraisemblablement palmés comme chez ses parents aquatiques, et des ailes longues et probablement très étroites ressemblant à celles d'un albatros. Son bec représentait environ les trois quarts de la longueur de la tête et avait des dentelures osseuses en forme de dents qui étaient creuses ou peut-être remplies d'os spongieux. Le bec était si lourd que la créature le tenait probablement entre ses épaules en vol, tout comme le font les pélicans modernes. La disposition de ses dentelures osseuses est caractéristique de ce genre : une petite « dent », flanquée de petites pointes voire de « dents » plus petites, est placée entre chaque paire de grosses. Cependant, le motif « dentaire » des oiseaux à pseudo-dents a changé sur la longueur du bec et n'est pas considéré comme un moyen très fiable de distinguer les genres.
Dans son mode de vie général, il ressemblait probablement le plus aux albatros, aux phaétons et aux frégates d'aujourd'hui, avec de longues ailes élancées adaptées pour survoler de grandes distances au-dessus des mers ouvertes. En raison de sa taille, l'oiseau est présumé avoir été un planeur dynamique parfaitement adapté. Il a probablement construit son nid sur des hauts plateaux ou des endroits similaires, où il pouvait facilement prendre son envol en marchant simplement face au vent avec les ailes déployées. C'était un oiseau de mer qui vivait apparemment principalement de calmars et d'autres proies à corps mou ; les « dents » ressemblaient moins à une scie que les dentelures cornées sur le bec des canards à bec de scie mangeurs de poissons (Merginae), pointant directement vers le bas à la place et dans les fossiles souvent très abrasés ou cassés. Les « dents » pointant vers le bas étaient idéales pour creuser et tenir des animaux pélagiques glissants à la peau douce tels que les céphalopodes qui ont probablement été arrachés de l'eau en vol ou en nageant. Légèrement construit comme il était, O. orri n'était probablement pas un bon plongeur et il était peut-être impossible de plonger du tout.
Osteodontornis est l'un des oiseaux à pseudo-dents dont on connaît des restes assez complets, mais le manque de bons fossiles de la plupart des autres Odontopterygiformes permet peu de comparaisons directes entre les genres. Pourtant, l'humérus distal du genre actuel (par exemple, le spécimen Barstovien LACM 50660 du comté de Kern, Californie) peut être comparé à celui d'un fossile plus petit et plus ancien provisoirement attribué à Odontopteryx. Osteodontornis a une encoche plus large et plus profonde entre le condyle externe et la proéminence ectépicondylienne, avec la fosse entre celles-ci plus éloignée de l'extrémité de l'os, que les petites espèces du paléogènes. Son os carré différait de celui d’Odontopteryx toliapica par une tête dorsale plus étroitement rainurée et un processus orbital plus grand et moins orienté vers l'avant. Le centre avant de la crête d'articulation ventrale s'étend vers le haut et vers l'avant, et le processus ptérygoïdien est visiblement étendu au centre supérieur chez Osteodontornis. La douille du quadratojugal a une position intermédiaire et l'arête latérale de la tige principale élancée est droite et assez fine. Le quadrate du mystérieux crâne de Pseudodontornis longirostris (que certains considèrent comme appartenant à Pelagornis) n'est pas très bien conservé ; il vieillit avec Odontopteryx dans un large arbre principal et avec Osteodontornis dans la crête droite de l'arbre principal et le centre avant de sa crête d'articulation ventrale dirigée vers le haut. Sinon, il diffère des deux.

## Distribution
Cette espèce est bien documentée à partir de divers endroits d'âge généralement Miocène, bien que généralement par des restes très fragmentés en raison des os fins et tendres qu'elle avait. Plus important encore, il a été trouvé des deux côtés du Pacifique Nord. Il n'est pas certain que tous les restes d’Osteodontornis appartiennent à une seule espèce ; les différences de taille suggèrent qu'une certaine évolution a eu lieu au cours de la période pendant laquelle le genre existait. Ainsi, certains fossiles sont référencés uniquement à Osteodontornis, sans les attribuer davantage à cette espèce.
Le spécimen type d’O. orri, SBMNH 309, est un fossile assez complet conservé principalement sous forme d'empreinte, avec quelques morceaux d'os et même des empreintes de plumes en plus; il a été trouvé dans les schistes du Clarendonien (Miocène supérieur) de Californie (USA). Par la suite, par exemple dans le Barstovien (Miocène moyen) Round Mountain Silt ou dans les dépôts du Miocène supérieur de la Formation de Monterey, quelques spécimens supplémentaires datant à peu près de la même époque ont été trouvés en Californie. Des spécimens à peu près contemporains ont été décrits à partir de la limite Haranoyan-Tozawan au Japon - un os carré droit complet (NSM PV-18696) de la formation de Nagura du Miocène moyen à Chichibu, Saitama, une pièce de mandibule droite du Miocène inférieur (Mizunami Fossil Museum (MFM) 28351) trouvé dans la formation Oi à Misato, Mie, et quelques matériaux supplémentaires d'environ le même âge du groupe Mizunami à Mizunami, Gifu. De la formation de Nye du Miocène inférieur et des formations d'Astoria du Miocène moyen de l'Oregon, une poignée de spécimens qui semblent être Osteodontornis sont connus. Des fossiles similaires ont été trouvés dans la Formation de Capadare du Miocène moyen du Vénézuela et du Miocène supérieur de la Formation de Pisco du Pérou ; ils pourraient plutôt appartenir à un genre distinct mais étroitement apparenté, et il faut se rappeler qu'à cette époque, l'isthme de Panama n'était pas encore formé, de sorte qu'une affiliation avec les Pelagornis de l'atlantique ne peut être écartée. Le premier, spécimen MBLUZ-P-5093 de Cueva del Zumbador dans l'État de Falcón, est une pointe prémaxillaire aux dimensions immenses ; son porteur aurait dépassé une envergure de 7 mètres dans la vie. Bien qu'une partie du matériel nord-américain du Miocène ait été initialement (et est parfois encore) attribuée à Pelagornis, les auteurs récents les placent généralement dans le genre actuel.
Certains fossiles d'os d'ailes de la limite Eocène-Oligocène de l'Oregon (États-Unis), bien qu'attribués à Argillornis (= Dasornis), ne diffèrent pas beaucoup de ceux d'Osteodontornis (pour autant qu'on puisse en dire dans leur état fragmenté), et peut provenir d'un parent plus âgé. Ce sont les plus anciens restes connus de grands oiseaux à pseudo-dents du Pacifique Nord, mais si l'énigmatique Cyphornis magnus de la même région remonte au Paléogène, ils pourraient bien être attribuables à ce taxon, quelles que soient leurs affiliations systématiques au-delà. Comme il existe peu d'os directement comparables de qualité suffisante, la relation entre Osteodontornis et d'autres oiseaux à pseudo-dents n'est pas complètement résolue. Comme indiqué ci-dessus, le genre entier (quel que soit le nombre d'espèces pouvant être reconnues) peut être un synonyme junior de Cyphornis. Généralement, les auteurs récents ont eu tendance à placer de grands fossiles d'oiseaux pseudo-dents du Néogène de l'Atlantique à Pelagornis, et ceux du Pacifique Nord à Osteodontornis. Il reste à voir si cette division est-ouest peut être maintenue, mais biogéographiquement, cela semble tout à fait raisonnable, du moins comme hypothèse de travail, jusqu'à ce que suffisamment de matériel bien conservé ait été trouvé pour faire une étude approfondie. Il est moins clair que penser des fossiles d'oiseaux à pseudo-dents de l'hémisphère sud, dont aucun n'est suffisamment complet pour une identification plus que provisoire. De nombreux oiseaux marins de notre époque, tels que les albatros et autres Procellariiformes, montrent une division phylogénétique entre les lignées de l'hémisphère nord et sud, séparées par les courants équatoriaux. On ne sait pas si cela est également vrai dans le climat plus chaud du Miocène, mais les schémas phylogénétiques généraux trouvés chez les Procellariiformes suggèrent que la division nord-sud est plutôt ancienne et a évolué avant même le Miocène.
Du Néogène de Nouvelle-Zélande « Pseudodontornis » stirtoni a été décrit, qui contrairement au reste de son genre (doutablement valide) n'est pas de la région atlantique paléogène. Il a été proposé comme genre monotypique Neodontornis, mais cela n'a pas été largement accepté. Cela peut être encore valable, car les os sont d'un oiseau à pseudo-dents plutôt petit; bien qu'apparemment trop petit pour Osteodontornis, des comparaisons détaillées pourraient être perspicaces. Son arc jugal est en effet court et très robuste derrière le processus orbitaire de l'os préfrontal, comme chez Osteodontornis mais apparemment différent de l'espèce type de son genre supposé, P. longirostris. Un morceau d'humérus proximal plus grand (initialement identifié à tort comme distal) (CMNZ AV 24 960), probablement du Waiauan (Miocène moyen / tardif) et trouvé près de l'embouchure de la rivière Waipara, est peu ou pas distinct de O. orri en forme et en taille; il a une bride sur le côté et est moins droit, mais on ne sait pas si ces caractéristiques sont naturelles ou dues à l'état endommagé des spécimens. Il s'accorde également plus avec Pelagornis qu'avec les restes paléogènes de l'Oregon mentionnés ci-dessus. Une extrémité distale de l'humérus gauche et quelques fragments d'os d'aile de la formation de Yamaga de l'Oligocène supérieur de Kitakyūshū (Japon) pourraient être les restes les plus anciens d'un Osteodontornis, mais leur affectation au genre actuel est tout aussi incertaine que dans le cas du fossile néo-zélandais. Également du Japon se trouvent un ou deux des plus jeunes fossiles de pseudodontorn - un humérus droit fragmentaire de la formation du Pliocène inférieur de Yushima à Maesawa, et probablement aussi un fémur droit distal (MFM 1801) de la formation du Pléistocène inférieur de Dainichi à Kakegawa qui était initialement supposé provenir d'un albatros. Ceux-ci pourraient représenter les derniers survivants d’Osteodontornis - le fossile de Kakegawa au moins correspond bien en taille - mais nécessitent plus d'études avant de pouvoir y être affectés.